# قصد المستخدم
قصد المستخدم أو نية البحث هو اصطلاح دارج في مجالات تحسين معدل التحويل  للزوار وتحسين المواقع الإلكترونية لمحركات البحث، يدل على عملية تحديد وتصنيف ما يقصده مستخدم الإنترنت عندما يستخدم أحد محركات البحث باحثا عن معلومات (أو غيرها من الأهداف) عندما يكتب عبارة ما لمحرك البحث (العبارة البحثية). عندما يستخدم الزائر محرك البحث قد يكون القصد هو البحث عن معلومة أو التحقق منها، أو مقارنة منتجات يرغب في المفاضلة بينها، أو شغل وقت الفراغ بنشاط غير مخطط له، أو غيرها من النشاطات والأهداف الأخرى.

## أنواع المقاصد ونوايا البحث
على الرغم من أنه يمكن تسمية مقاصد البحث وتصنيفها بطرق مختلفة، إلا أنه يمكن تحديدها في مجموعات رئيسية تمثل معظم المقاصد المحتملة لمستخدم محرك البحث. بشكل عام، وحتى الازدهار الكبير الذي أوجده كثرة استخدام الأجهزة الخلوية الذكية في مجال البحث  ، كان يتم التصنيف للمقاصد المختلفة في ثلاث مجموعات رئيسية وهي: المعلوماتية، المعاملات التجارية، وتصفح الويب. ولكن بعد التطور الكبير الذي شهده مجال تطوير محركات البحث مع تطور الأجهزة الخلوية الذكية واستخدامها بشكل متزايد في عمليات البحث، ظهرت تصنيفات جديدة كما تم إعادة النظر في التصنيفات السابقة الثلاث لتجزئتهم لمجموعات أكثر تفصيلا.

## مقالات ذات صلة
- استعلام بحث الويب
- بحث بكلمات رئيسية
- تحسين محركات البحث